# 齿叶鳞花草
齿叶鳞花草（学名：Lepidagathis fasciculata）为爵床科鳞花草属的植物。分布在泰国、孟加拉国、马来半岛、老挝、缅甸以及中国大陆的海南、云南等地，生长于海拔200米至700米的地区，目前尚未由人工引种栽培。

## 种下等级
- Lepidagathis fasciculata (Retz.) Nees var. major C. B. Clarke